# Libanesische Fußballnationalmannschaft der Frauen

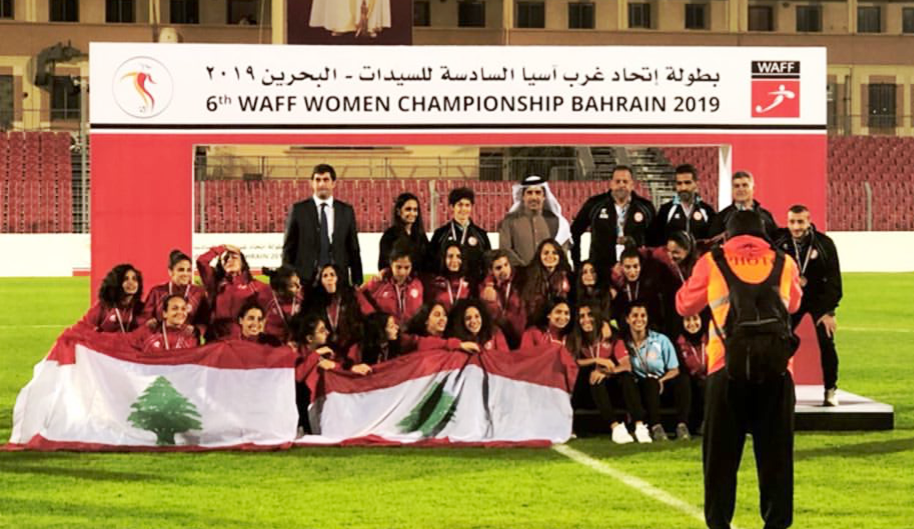
Libanesische Nationalmannschaft (2019)

Die libanesische Fußballnationalmannschaft der Frauen ist die Auswahlmannschaft des Libanesischen Fußball Verbandes (LFA), die 2005 gegründet wurde. Ihre größten Erfolge waren bislang zwei dritte Plätze bei der Fußball-Westasienmeisterschaft der Frauen 2007 und 2019.

## Allgemein
Die libanesische Frauennationalmannschaft wird auch „The Lady Cedars“ (arabisch صبايا الأرز, DMG ṣabāyā l-arz ‚die Mädchen der Zedern‘) genannt. Ihr Heimtrikot ist rot und ihr Auswärtstrikot weiß – wie auch die libanesische Flagge. Ab 2006 war die FIFA-Rangliste des Libanon relativ konstant. Ihr bestes Ranking erreichten sie im Dezember 2009, wo sie den 92. Platz hielten. Im September 2018 rangierten sie mit dem 148. Platz hingegen auf ihrer bis dahin schlechtesten Position.

## Geschichte
Neben den Mannschaften aus Jordanien, des Iran, Palästina und Syrien waren sie eine der ersten nationalen Frauenmannschaften des Westasiatischen Fußballverbands WAFF.
Das erste Spiel der libanesischen Mannschaft wurde 2006 gegen Algerien mit 0:12 im Rahmen der arabischen Frauenmeisterschaft in Ägypten verloren. Sie belegten nach drei Spielen den letzten Platz, ohne ein einziges Tor erzielt zu haben. Die erste Qualifikationsrunde der Libanesinnen für die WAFF Frauenmeisterschaft fand 2007 statt. Nach zwei 0:3-Niederlagen gegen Jordanien und den Iran, gewannen sie das Spiel gegen Syrien 7:0 im dritten Spiel des Turniers.
2011 nahm die libanesische Frauennationalmannschaft zum zweiten Mal an der WAFF Frauenmeisterschaft teil. Der Iran, Syrien und der Gastgeber die Vereinigten Arabischen Emirate wurden ihrer Gruppe zugelost. Nachdem sie ihr erstes Spiel am 4. Oktober gegen den Iran 1:8 verloren hatten, gewannen sie das nächste Spiel gegen Syrien, bei dem Ghinwa Saleh das einzige Tor des Spiels erzielte. In ihrem finalen Spiel unterlag die libanesische Mannschaft dem Team aus den Vereinigten Arabischen Emiraten mit 0:5 und schied dadurch aus dem Wettkampf aus.
Der Manager der libanesischen Frauennationalmannschaft war erst Vatche Sarkissian und anschließend Farid Nujaim, unter dem sie auch 2013 in ihrer ersten offiziellen Qualifikation für die Asienmeisterschaft 2014 antraten. Zu ihrer Gruppe wurden Jordanien, Usbekistan und Kuwait gelost. Nachdem die Libanesinnen 0:5 gegen die jordanische Mannschaft verloren hatten, unterlagen sie anschließend auch dem Team aus Usbekistan mit 0:4. Schon fast aus dem Wettkampf ausgeschieden, ergatterte das libanesische Nationalteam gegen Kuwait doch noch drei Punkte mit einem 12:1-Sieg.
Trainiert von Wael Ghazeddine trat die libanesische Frauennationalmannschaft bei der WAFF Frauenmeisterschaft 2019 an. Mit einer knappen 2:3-Niederlage gegen die Mannschaft des Bahrains hatten sie ihren Turnierauftakt am 7. Januar; zunächst gingen die Libanesinnen durch Hanin Tamim in der 57. Minute in Führung, doch die gegnerische Mannschaft erzielte drei Tore in 12 Minuten. Der späte Ehrentreffer von Dima Alkatsi reichte nicht, um das Spiel zu drehen.
In ihrem zweiten Spiel, das sie zwei Tage später bestritten, erzielte Rana Mokdad in der ersten Halbzeit und Samira Awad in der zweiten Halbzeit ein Tor, was die Libanesinnen zu einem 2:0-Sieg gegen die Vereinigten Arabischen Emirate führte. Am 11. Januar erlitt das libanesische Frauennationalteam eine 1:3-Niederlage gegen Jordanien; nachdem das gegnerische Team zwei Tore in der 8. und 12. Minute sowie ein weiteres in der 56. Minute erzielte, schoss Hanin Tamim für ihr libanesisches Team ihr zweites Turniertor. Nach einer viertägigen Pause spielten die Libanesinnen im kleinen Finale gegen Palästina um Platz drei. Drei Tore in der ersten Halbzeit, erzielt von Hanin Tamim, die ihr drittes Tor innerhalb des Turniers schoss, sowie von Aya Jurdi und Samira Awad ließen den  Libanon insgesamt den dritten Meisterschaftsplatz erringen.

## Mannschaftsrekorde
Am 15. Januar 2019 umfasst der vollständige, offizielle Spielbericht der libanesischen Frauennationalmannschaft 27 Spiele: 7 Siege und 20 Niederlagen. Während dieser Spiele erzielte das Team 43 Tore und erhielten 110 Gegentore. Den höchsten Sieg der libanesischen Mannschaft erreichten sie im Spiel gegen Kuwait mit einem Spielstand 2:1 2013.

## FIFA Ranglisten
Das folgende Diagramm zeigt die Platzierung des Libanons in der FIFA-Rangliste von 2006 bis 2018. Nach einem Anstieg von 52 Positionen (von 144 im Jahr 2007 auf 92 im Jahr 2009, dem bislang besten Ranking) verzeichnete das Land einen stetigen Rückgang (von 92 im Jahr 2009 auf 134 im Jahr 2018, wobei der niedrigste Rang bei 148 im September 2018 lag). Im September 2019 lag man auf dem 139. Platz.

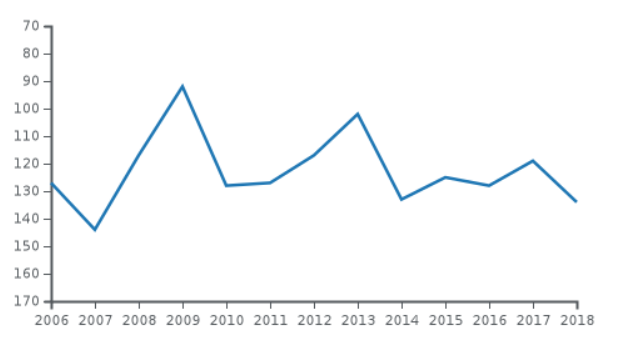
FIFA Rangliste der libanesischen Frauenfußball-Nationalmannschaft von 2006 bis 2018.